# Vendryně
Vendryně (en polonais : Wędrynia ; en allemand : Wendrin) est une commune du district de Frýdek-Místek, dans la région de Moravie-Silésie, en République tchèque. Sa population s'élevait à 4 486 habitants en 2024.

## Géographie
Vendryně se trouve à 4 km au sud-est du centre de Třinec, à 25 km à l'est de Frýdek-Místek, à 37 km au sud-est d'Ostrava et à 311 km à l'est-sud-est de Prague.
La commune est limitée par Třinec à l'ouest et au nord-ouest, par la Pologne au nord, par Nýdek, Bystřice et Hrádek à l'est, et par Košařiska au sud.

## Histoire
Le village de Vendryně est l'un des plus anciens de la région, mentionné pour la première fois en 1305. À cette époque, il y avait une église à Vendryne, que certains chercheurs considèrent comme l'une des plus anciennes de la région de Těšín. On y trouve une cloche de grande valeur datant de la première moitié du XVe siècle, fabriquée par le campaniste Johann Freudental de Cracovie. Le développement de Vendryně eut lieu au XIXe siècle en relation avec l'établissement de l'usine sidérurgique de Třinec. Les usines de chaux de Vendryně fournissaient de la chaux aux fonderies, qui employaient les habitants de Vendryně en grand nombre. Dans les années 1980, Vendryně était rattachée à la ville de Třinec, mais depuis 1995, la commune est à nouveau indépendante.

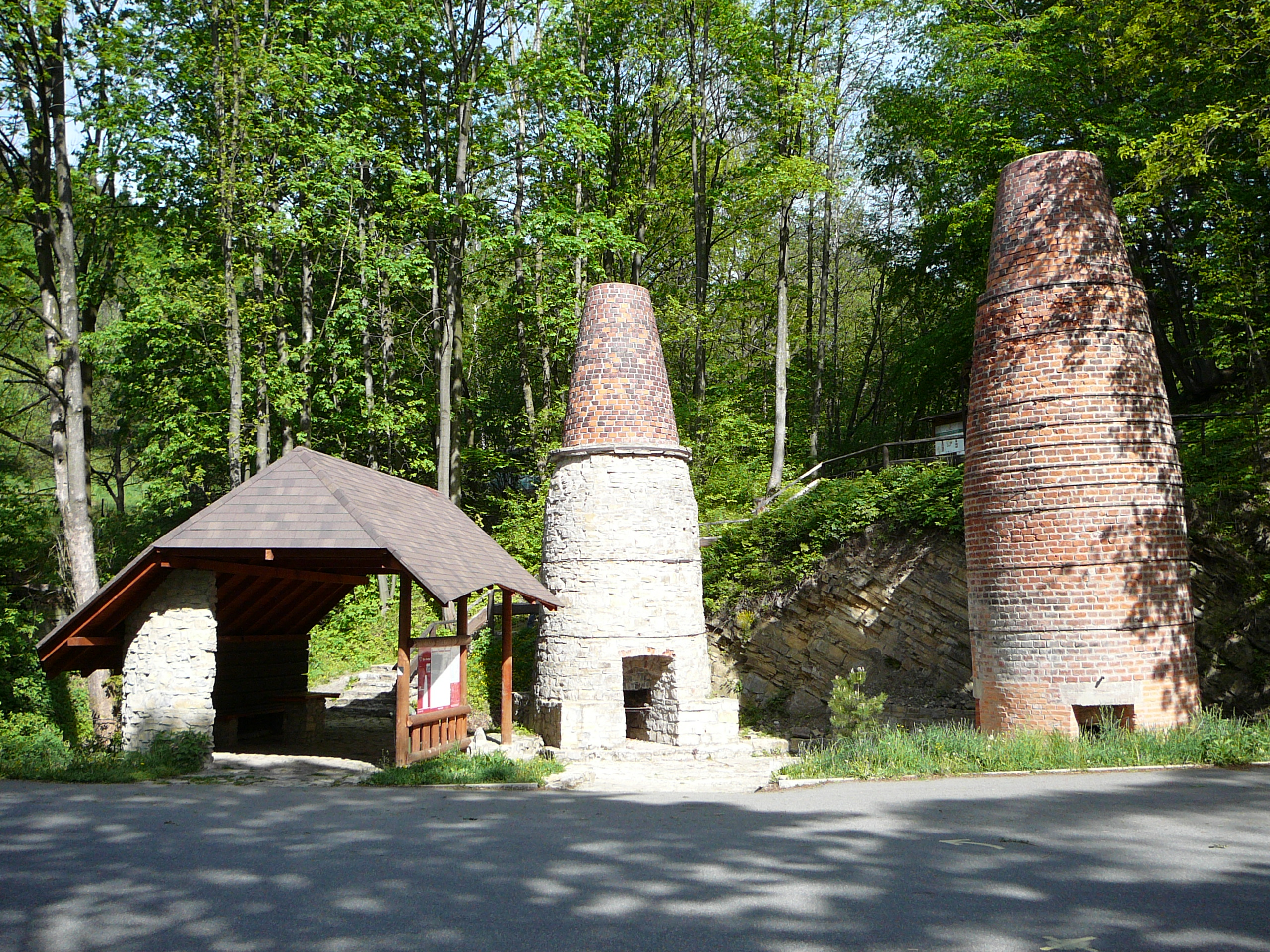
Fours à chaux.

## Transports
Par la route, Vendryně se trouve à 5 km de Třinec, à 31 km de Frýdek-Místek, à 49 km d'Ostrava et à 382 km de Prague.